# Токтоманбетова Куліпа
Куліпа Токтоманбетова (1 травня 1919, село Кара-Ой (Долінка), тепер Іссик-Кульського району Іссик-Кульської області, Киргизстан — 10 грудня 1996, місто Бішкек, Киргизстан) — радянська киргизька діячка, секретар ЦК КП(б) Киргизії, ректор Киргизького державного жіночого педагогічного інституту імені В. В. Маяковського. Депутат Верховної ради СРСР 3-го скликання. Кандидат економічних наук, доцент.

## Життєпис
Народилася в бідній селянській родині. З 1933 року навчалася на зоотехнічному відділенні Іссик-Кульського сільськогосподарського технікуму.
Перебувала на комсомольській роботі: завідувач відділу піонерів Тюпського районного комітету ВЛКСМ Киргизької АРСР, завідувач сектору піонерів ЦК ЛКСМ Киргизії. Член ВКП(б).
З листопада 1939 по 1941 рік — відповідальний редактор республіканської піонерської газети «Кыргызстан пионери».
У 1941—1943 роках працювала вчителькою середньої школи міста Нарина Тянь-Шанської області Киргизької РСР.
У 1944—1946 роках — інструктор, завідувач відділу по роботі серед жінок Пржевальського міського комітету КП(б) Киргизії; 3-й секретар Пржевальського міського комітету КП(б) Киргизії.
У 1946—1948 роках — відповідальний редактор республіканської піонерської газети «Кыргызстан пионери».
У березні 1948—1952 роках — завідувач відділу по роботі серед жінок ЦК КП(б) Киргизії.
У 1950 — 9 січня 1952 року — секретар ЦК КП(б) Киргизії.
Одночасно в 1951—1952 роках — редактор журналу «Кыргызстан аялдары» («Жінки Киргизстану»).
У 1952—1963 роках — ректор Киргизького державного жіночого педагогічного інституту імені В. В. Маяковського.
З 1963 року — завідувач кафедри політичної економії та філософії Киргизького державного жіночого педагогічного інституту імені В. В. Маяковського в місті Фрунзе.
Померла 10 грудня 1996 року в місті Бішкеку.

## Нагороди
- орден Леніна
- орден «Знак Пошани»
- медаль «За доблесну працю у Великій Вітчизняній війні 1941—1945 рр.»
- медалі